# Subacute scleroserende panencefalitis
Subacute scleroserende panencefalitis (SSPE) is een zeldzame chronische en progressieve encefalitis (hersenontsteking) die vooral kinderen en jonge volwassenen treft, veroorzaakt door een gemuteerd mazelenvirus. Het komt voor in 1 op 10.000 gevallen van mazelen. SSPE is ongeneeslijk maar kan behandeld worden met medicatie indien de behandeling vroeg genoeg gestart wordt. Het meeste onderzoek naar SSPE is verricht door het National Institute of Neurological Disorders and Stroke (NINDS, Nationaal Instituut voor Neurologische Aandoeningen en Beroertes). SSPE wordt ook Ziekte van Dawson, Dawsons encefalitis en mazelenencefalitis genoemd.

## Symptomen
Een geschiedenis van mazeleninfectie meestal voor de leeftijd van 2 jaar, gevolgd door verscheidene asymptomatische jaren (gemiddeld 6 tot 15) waarna geleidelijke en progressieve neurologische aftakeling, gekenmerkt door persoonlijkheidsveranderingen, epileptische insulten, myoclonus, ataxie, lichtgevoeligheid, spasticiteit en coma.

### Progressie
De symptomen beginnen in het eerste stadium, waarin de persoonlijkheid van de patiënt abnormaler en onvaster wordt. Vaak gaan geheugenverlies en mentale achteruitgang hiermee gepaard. Het zenuwstelsel zal door aftakeling de controle over beweging verliezen, wat zich in dit stadium kenmerkt door onwillekeurige bewegingen in de extremiteiten. Naarmate de ziekte overgaat in het tweede stadium, zullen deze symptomen verergeren, waardoor de patiënt niet meer kan lopen en moeite heeft met spreken, begrijpen en slikken (dysfagie). In de laatste stadia van de ziekte nemen lichaamsfuncties gestaag af en kan blindheid voorkomen. Uiteindelijk wordt de patiënt comateus.

## Diagnose
Op een EEG kan de karakteristieke periodische activiteit waargenomen worden, het rademeckercomplex, die wijd verspreide corticale disfunctie laat zien. De witte stof van beide hemisferen en de hersenstam is aangetast, net als de cortex cerebri. De diagnose is vaak moeilijk te stellen doordat het hersenvocht er normaal uitziet, met enkel maar een verhoogd immunoglobulineniveau.

## Prognose
De dood treedt meestal op binnen de drie jaar. De ziekte kan enkel behandeld worden als de diagnose gesteld wordt in het eerste stadium, hierna is het altijd fataal. De overgangen van de stadia kunnen niet voorspeld worden, aangezien deze uniek zijn voor ieder individu. Hoewel de prognose na het eerste stadium slecht is, blijkt er een 5% kans op remissie te zijn. Dit kan een volledig herstel, een vertraagde progressie of een vermindering van de symptomen zijn. Ongeacht het stadium waarin de ziekte zich bevindt kan men altijd tot 50% kans maken op remissie via inosine pranobex gecombineerd met interferon.

## Behandeling
Als de virale progressie gediagnosticeerd wordt tijdens het eerste stadium kan men de ziekte succesvol behandelen. Er is geen geneesmiddel voor SSPE, maar de symptomen kunnen onderdrukt worden als de patiënt voor de rest van zijn/haar leven medicatie neemt. Deze behandeling bestaat uit interferon en specifieke antivirale medicatie, waaronder ribavirin, inosine pranobex en amantadine. De ziekte is onbehandelbaar na het eerste stadium. In de terminale stadia kan men palliatieve zorg geven om vitale functies te ondersteunen. Naarmate de ziekte vordert zal de patiënt onafgebroken verzorging nodig hebben, aangezien het gehele zenuwstelsel instort.

## Vóórkomen
SSPE is een uiterst zeldzame aandoening, alhoewel er een relatief hoge incidentie is in Azië en het Midden-Oosten. Het aantal gemelde gevallen is afgenomen sinds de introductie van het mazelenvaccin, aangezien uitroeiing van mazelen de SSPE-mutatie voorkomt.